# Ikeda (Familienname)
Ikeda (jap. 池田 Ikeda, wörtlich „Reisfeld am Teich“) ist ein japanischer Familienname.

## Herkunft und Bedeutung
Ikeda ist ein Wohnstättenname für Personen, die an einem Reisfeld an einem Teich wohnen.

## Namensträger
- Akihisa Ikeda (* 1976), japanischer Mangaka
- Carlotta Ikeda (1941–2014), japanische Butoh-Tänzerin
- Daisaku Ikeda (1928–2023), japanischer Schriftsteller und Philosoph
- Daisuke Ikeda (池田大輔; * 1968), japanischer Ringer
- Futoshi Ikeda (* 1970), japanischer Fußballspieler
- Ikeda Hayato (1899–1965), japanischer Politiker und Premierminister Japans
- Hayato Ikeda (Regisseur) (池田 はやと), japanischer Regisseur
- Hazuki Ikeda (* 2005), japanische Nordische Kombiniererin
- Hiromi Ikeda (* 1975), japanische Fußballspielerin
- Hiroshi Ikeda (Literaturwissenschaftler) (1922–1994), japanischer Literatur- und Theaterwissenschaftler
- Hiroshi Ikeda (Regisseur) (* 1934), japanischer Anime-Regisseur
- Hiroshi Ikeda (Philologe) (* 1940), japanischer Philologe, Germanist und Hochschullehrer
- Iwaji Ikeda (1872–1922), japanischer Zoologe
- Junta Ikeda (* 1991), australischer Schachspieler
- Jurato Ikeda (* 1996), japanischer Fußballspieler
- Katsumasa Ikeda (池田 勝正; 1539–1578), japanischer Daimyo
- Kei Ikeda (* 1986), japanischer Fußballspieler
- Keiko Ikeda (1933–2023), japanische Kunstturnerin
- Ikeda Kikunae (1864–1936), japanischer Wissenschaftler
- Kō Ikeda (* 2001), japanischer Fußballspieler
- Kōki Ikeda (* 1998), japanischer Geher
- Kōsuke Ikeda (* 1995), japanischer Sprinter
- Makoto Ikeda (* 1977), japanischer Fußballspieler
- Manabu Ikeda (* 1980), japanischer Fußballspieler
- Masahiro Ikeda (* 1981), japanischer Fußballspieler
- Masaki Ikeda (* 1999), japanischer Fußballspieler
- Masatomi Ikeda (1940–2021), japanischer Aikido-Lehrer
- Masuo Ikeda (1934–1997), japanischer Grafiker
- Megumi Ikeda (* 1979), japanische Fechterin
- Mika Ikeda (* ~1950), japanische Badmintonspielerin
- Ikeda Mitsumasa (1609–1682), japanischer Daimyō
- Mitsuo Ikeda (1935–2002), japanischer Ringer
- Mizuki Ikeda (* 2004), japanische Radrennfahrerin
- Motosuke Ikeda (池田 元助; 1559–1584), japanischer Samuraiführer
- Motohisa Ikeda (1940–2024), japanischer Politiker
- Nagamasa Ikeda (池田 長正; 1519–1563), japanischer Kokujin und Samuraiführer
- Ikeda Nagaoki (1837–1879), japanischer Samurai
- Nobuo Ikeda (* 1947), japanischer Germanist
- Nobutaka Ikeda (* um 1950), japanischer Badmintonspieler
- Nobuyasu Ikeda (* 1970), japanischer Fußballspieler
- Ren Ikeda (* 1997), japanischer Fußballspieler
- Riyoko Ikeda (* 1947), japanische Mangaka
- Ryōji Ikeda (* 1966), japanischer Klangkünstler
- Sakiko Ikeda (* 1992), japanische Fußballspielerin
- Ikeda Shigeaki (1867–1950), japanischer Bankier und Politiker
- Shinobu Ikeda (* 1962), japanischer Fußballspieler
- Shintarō Ikeda (* 1980), japanischer Badmintonspieler
- Ikeda Shōen (1886–1917), japanische Malerin und Ukiyo-e-Künstlerin
- Shōhei Ikeda (* 1981), japanischer Fußballspieler
- Suzee Ikeda (* 1947), US-amerikanische Sängerin und Musikproduzentin
- Takamasa Ikeda (1926–2012), japanischer Geschäftsmann
- Tatsuya Ikeda (* 1988), japanischer Fußballspieler
- Ikeda Terumasa (1564–1613), japanischer Daimyō
- Tomomasa Ikeda (池田 知正; 1544–1603), japanischer Kokujin und Militärkommandeur
- Tomoya Ikeda (* 1995), japanischer Fußballspieler
- Tsuneoki Ikeda (池田 恒興; 1536–1584), japanischer Daimyo und Militärkommandeur
- Ikeda Yōson (1895–1988), japanischer Maler
- Ikeda Yoshinobu (1791–1848), japanischer Maler, Holzschnitt-Künstler und Illustrator, siehe Keisai Eisen
- Yoshio Ikeda (* 1942), japanischer Jazzmusiker
- Yūichi Ikeda (* 1984), japanischer Badmintonspieler
- Yukihiko Ikeda (1937–2004), japanischer Politiker